# 온양중학교
온양중학교(溫陽中學校)는 대한민국 충청남도 아산시 용화동에 있는 공립 중학교이다.

## 학교 연혁
- 1944년 4월 1일 : 신창여자 실수학교(본교 전신) 개교
- 1946년 2월 10일 : 온양중학원을 온양읍 온천리에 개원
- 1947년 5월 20일 : 온양 공립 초급중학교로 개편
- 1947년 6월 1일 : 온양중학원생을 편입 (남자 4학급, 여자 2학급 편성)
- 1950년 4월 1일 : 온양중학교로 개칭
- 1951년 9월 1일 : 온양고등학교와 분리 (3.4학년은 졸업, 5학년은 온양고로, 1.2학년은 본교로 분리. 15학급)
- 1979년 12월 27일 : 학교 이전(온중로 48)
- 2025년 1월 8일 : 제74회 졸업(266명, 졸업생 총원 27,167명)
- 2025년 3월 1일 : 제29대 김경윤 교장 취임
- 2025년 3월 4일 : 제77회 입학(196명)

## 참고 자료
- 온양중학교 - 한국교육학술정보원 학교알리미